# Färdplan
Färdplan är inom flygning pilotens förslag på hur att genomföra flygningen. 
I färdplanen kan man ange varifrån piloten flyger, tiden då resan startar, på vilken höjd kommer planet att flyga, destinationsplats, tid då piloten uppskattar komma fram till destinationen (ETA, Estimated Time of Arrival) och även om flygningen blir visuell eller med hjälp av instrument.
Flygmyndigheterna genom lokala Air Traffic Control (ATC) kan neka eller ha synpunkter (t.ex. att inte flyga genom förbudzoner eller en viss höjd som är reserverad för annan trafik eller ändamål).
Givetvis måste färdplanen lämnas in i förväg. Meningen med färdplanen är att göra en sorts "bokning" av luftutrymmet. Ett flygplan som startar från en bana och lämnar området blir väntad på destinationsplatsen vid angivet tidpunkt (kommer planet inte fram kan myndigheterna inleda en sökning) och slutar planet att svara under färden så är luftutrymmet ändå bokat och flygledningen på destinationsplatsen har utarbetade rutiner för att hantera flygplan vars kommunikationsutrustning är ur funktion.
I allmänflyg sammanhang använder man två olika typer av färdplaner.
Driftfärdplanen är pilotens egen sammanställning över sträckor, kurser, brytpunkter, bränsleåtgång m.m. Den används för den egna planeringen och uppföljningen. Regelverket föreskriver att en driftfärdplan skall upprättas och föras med ombord vid distansflygning.
ATS-färdplanen är den färdplan som man lämnar in till Flight Planning Center och som innehåller information om flygplanstyp, hastighet, flygväg, målflygplats eventuella alternativa målflygplatser, antal passagerare m.m. Den innehåller dessutom uppgift om kommunikations och navigationsutrustning som finns ombord och vilken räddningsutrustning som finns. ATS-färdplanen ligger till grund för klarering i kontrollerad luft, och den utgör också underlag för trafikledningens uppföljning av flygningen om ett nödläge skulle uppstå. Normalt lämnas ATS färdplanen in skriftligt innan flygningen startas, men man kan också i vissa fall lämna in en s.k. förkortad färdplan när man är i luften.